# Non Phixion
Non Phixion (произносится как Нон-фикшн) — американская хип-хоп группа из Бруклина, Нью-Йорк. Хотя название группы не стало нарицательным в начальный период их деятельности, Village Voice сказал, что Non Phixion был «неотъемлемой частью хронологии андеграундного хип-хопа». Группа пережила ряд упущенных возможностей на пути к выпуску своего единственного LP и распалась после первого десятилетия своего существования. За несколько месяцев до 20-летия со дня их основания группа воссоединилась и по состоянию на 2022 год все ещё активна и гастролирует по США.
Логотип группы прямая отсылка на канадскую метал-группу Voivod .

## История группы
В конце 1994 года MC Serch (известный как 3-й бас) взял в свои протеже Sabac Red и объединился в команду с DJ Eclipse и Ill Bill (La Coka Nostra / Heavy Metal Kings), тем самым создав группу известную ныне как Non Phixion. В течение шести месяцев Goretex (Гор Элохим), друг детства Илл Билла, присоединился к команде после фристайла для MC Serch в квартире Билла на Старретт-Сити . Шесть месяцев спустя они выпустили свой первый сингл «Legacy» («Наследие»). Было продано более 25 000 копий по всему миру, при малом распространении группа превратилась в международную гастрольную группу. Necro, брат Илл Билла, был участником группы в начальный период.
MC Serch обеспечил группе сделку, позволив им выбрать желаемый лейбл, которым был Geffen Records, считавшийся крупным лейблом из-за растущего списка артистов-единомышленников, таких как Killah Priest, Roots и GZA . Рассел Симмонс также заинтересовался группой после того, как MC Serch привел их в свой пентхаус для живой встречи и выступления, которые из-за их тяфжелого графика так и не состоялись. MC Serch продолжал выпускать синглы для группы через свой собственный независимый лейбл Serchlite, и они продолжали получать всемирную известность на андеграундной хип-хоп сцене.
В конце концов, серия недопониманий и инцидентов между членами группы и MC Serch по поводу непонятного использования денежных средств привела к тому, что лейбл отказался от услуг Non Phixion во время своего слияния с MCA Records через Seagram, тогдашнего владельца.

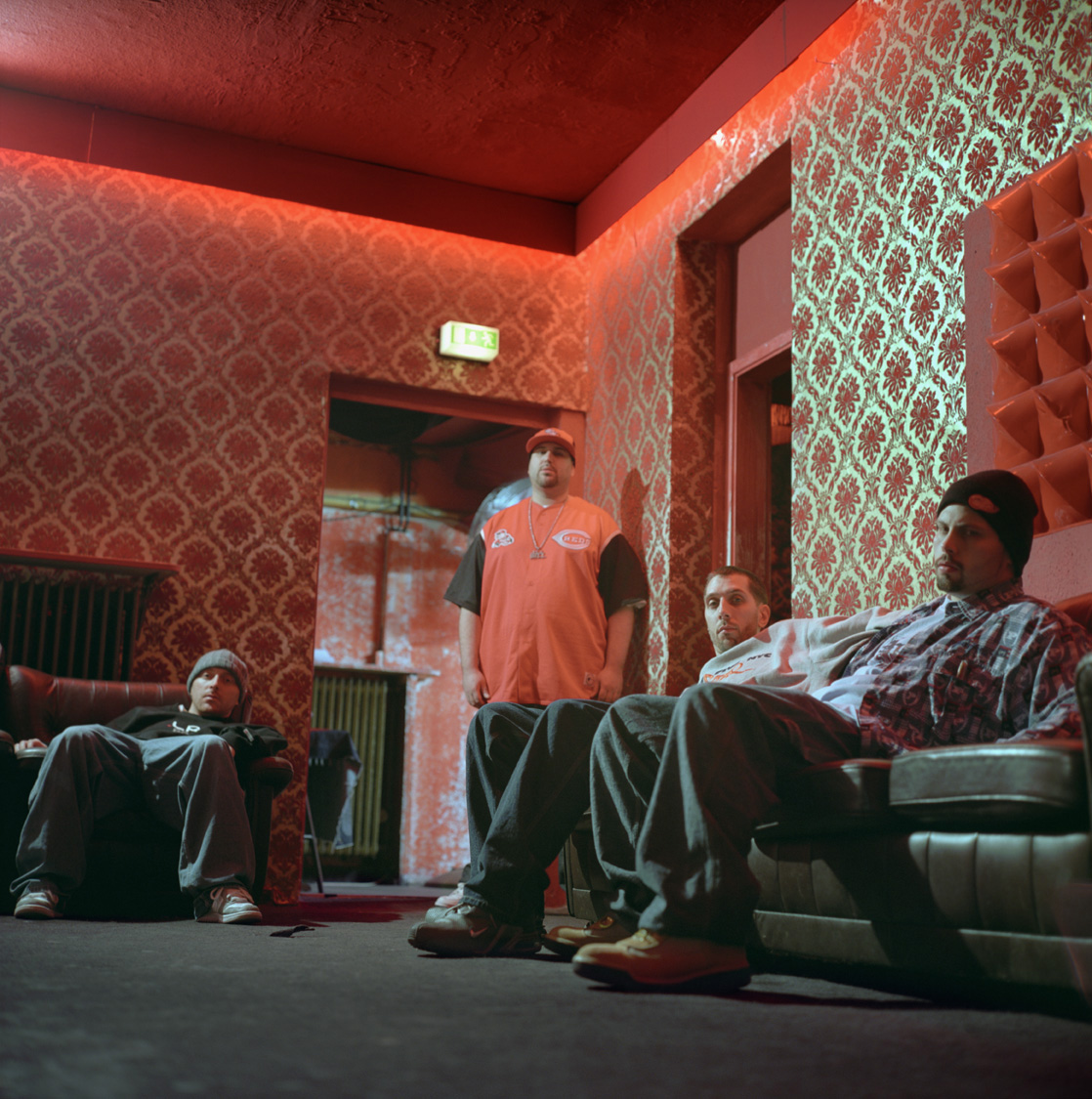
Гамбург, Германия, 2003 г.

После неудачной попытки работы с крупным лейблом, участники Non Phixion проводили время выступая вживую по всему миру, а конкретно в таких местах как Roskilde Festival и Hultsfred Festival, разогревая таких артистов как Gang Starr, Slayer, Black Moon, Rage Against the Machine., Fat Joe, Beastie Boys, Portishead, Queens of the Stone Age, Cypress Hill, Gza, The Beatnuts, Mos Def, The Roots и многих других. После того, как в 1998 году на лейбле Uncle Howie Records был выпущен их мини-альбом «I Shot Reagan» 12", Non Phixion заключили контракт на выпуск полноформатного альбома с лейблом Matador Records, однако эта договоренность так и не была реализована. Менеджер Эминема Пол Розенберг проявил интерес к группе Non Phixion, но из-за нехватки времени это так и не было реализовано. Примерно в 2000 году Рик Рубин пытался привлечь Non Phixion к Warner Bros. и стать исполнительным продюсером их записей, но это тоже так и не было реализовано, и в конечном итоге их дебютный альбом The Future Is Now был выпущен на собственном лейбле Илл Билла — Uncle Howie Records, 26 марта 2002 года. The Future Is Now представляет продукцию гигантов хип-хопа, таких как Pete Rock, Large Professor, DJ Premier, The Beatnuts, а также брата Илл Билла Necro и Dave 1 из фанк-группы Chromeo. Также в альбом был включен хэви-метал ремикс на песню «The CIA Is Trying To Kill Me», спродюсированный T-Ray . В альбоме участвуют Кристиан Олде Вольберс и Рэймонд Эррера из Fear Factory, а также гитарист Стивен Карпентер из Deftones. В песне The Future Is Now несколько куплетов поет MF Doom, он в свою очередь почти никогда не выступал с другими артистами и не выпускал совместных треков. Обложку для альбома нарисовал лос-анджелесский художник Mear One из калифорнийской граффити-команды C.B.S.
После выпуска своего первого и важнейшего альбома участники Non Phixion начали выпускать свои первые сольные материалы: Илл Билл выпустил What’s Wrong with Bill? 2 марта 2004 г .; за этим последовали Sabacolypse: A Change Gon' Come Sabac-а 15 июня 2004 г, и The Art of Dying Goretex-а 26 октября 2004 г .; все их сольные работы были выпущены на лейбле Necro Psycho+Logical-Records. В следующем году Илл Билл и Goretex выпустили альбом The Circle of Tyrants с Некро и мистером Хайдом (13 сентября 2005). В то время ходили разговоры о другом полноформатном альбоме Non Phixion под названием The Nuclear Truth с теми же продюсерами и идеями, которые были заимствованы из The Future Is Now . Non Phixion взяли временный перерыв в 2006 году, прежде чем был выпущен второй студийный альбом. Goretex (теперь P.K.A. как Gore Elohim) ушел, чтобы работать над сольным материалом и развивать свой новый лейбл Supercoven.
Sabac Red переехал в Окленд, и Илл Билл создал новую группу с рядом других артистов под названием La Coka Nostra. MC Serch не появился на первом альбоме Non Phixion «The Future Is Now». Все работы Non Phixion и сольные материалы их участников высоко ценятся в али трек для фильма Biker Boyz, в котором снимались Кид Рок и Лоуренс Фишбёрн . Трек также использовался в фильме Bully (Задира), но позже был удален из фильма.
Goretex выпустил свой второй сольный альбом под названием Electric Lucifer в ноябре 2013 года на лейбле Supercoven Records.
Логотип группы был создан Мишелем «Away» Ланжевеном с использованием того же стиля шрифта, который использовался для его собственной футуристической метал-группы Voivod .

### Воссоединение
В 2020 году Ill Bill, Sabac и Goretex (теперь известный как Lord Goat) воссоединились для записи песни Watch the City Burn, которая войдет в новый альбом Илл Билла La Bella Medusa.

## Дискография

### Студийные альбомы
- The Future Is Now (Landspeed Records, 2002)
- Nuclear Truth (никогда не выпускался)

### Сборники альбомов
- The Past, the Present and the Future Is Now (Uncle Howie / Matador, 2000)
- The Green CD/DVD (Uncle Howie, 2004)

### Синглы
| Год     | Название                   | Позиции в чартах          | Позиции в чартах | Позиции в чартах  |
| Год     | Название                   | R&B/Hip-Hop Singles Sales | Рэп-синглы       | Billboard Hot 100 |
| 1996 г. | «Legacy»                   | —                         | —                | —                 |
| 1997 г. | «5 Boros»                  | —                         | —                | —                 |
| 1997 г. | «4 W’s»                    | —                         | —                | —                 |
| 1998 г. | "5 Boros (Remix)           |                           | —                | —                 |
| 1998 г. | «I Shot Reagan»            | —                         | —                | —                 |
| 1999 г. | «2004»                     | —                         | —                | —                 |
| 1999 г. | «The Full Monty»           | —                         | —                | —                 |
| 1999 г. | «14 Years of Rap»          | —                         | —                | —                 |
| 1999 г. | «Sleepwalkers»             | —                         | —                | —                 |
| 2000 г. | «Black Helicopters»        | —                         | 46               | —                 |
| 2002 г. | «Rock Stars»               | 72                        | —                | —                 |
| 2002 г. | «Drug Music»               | 60                        | —                | —                 |
| 2003 г. | «Say Goodbye to Yesterday» | —                         | —                | —                 |
| 2004 г. | «Caught Between Worlds»    | —                         | —                | —                 |
| 2004 г. | «We All Bleed»             | —                         | —                | —                 |
| 2004 г. | «Food»                     | —                         | —                | —                 |